# Nekane Jurado
Nekane Jurado (El Pont de Suert, 1958) es una economista marxista, psicóloga clínica e investigadora de género vasca, de origen catalán.

## Biografía
Desde 1988 trabaja en el área Nacional de Socioeconomia del Movimiento de Liberación Nacional Vasco y, desde hace más de 25 años, en el Departamento de Economía del Gobierno Vasco.
A nivel académico es licenciada en Ciencias económicas y empresariales, Ciencias actuariales y financieras, y Psicología clínica, así como máster en Hacienda y Finanzas públicas. Es cofundadora de la revista Ezpala y miembro del colectivo de economía crítica Elkartzen. Además, es investigadora de género en relación con la aportación de las mujeres en la Economía.

## Obras seleccionadas
- Política social y vivienda en HEH, el Estado español y la UE (Fundació Ipar Hegoa, 2004)
- La Europa, ¿de quién? (ed. Txalaparta, 2005).[5]
- Conversaciones en una Euskal Herria en crisis (Kimetz Kolektiboa, 2009).
- Independencia. De reivindicación histórica a necesidad económica (ed. Txalaparta, 2010).[6]